# Anton Brams

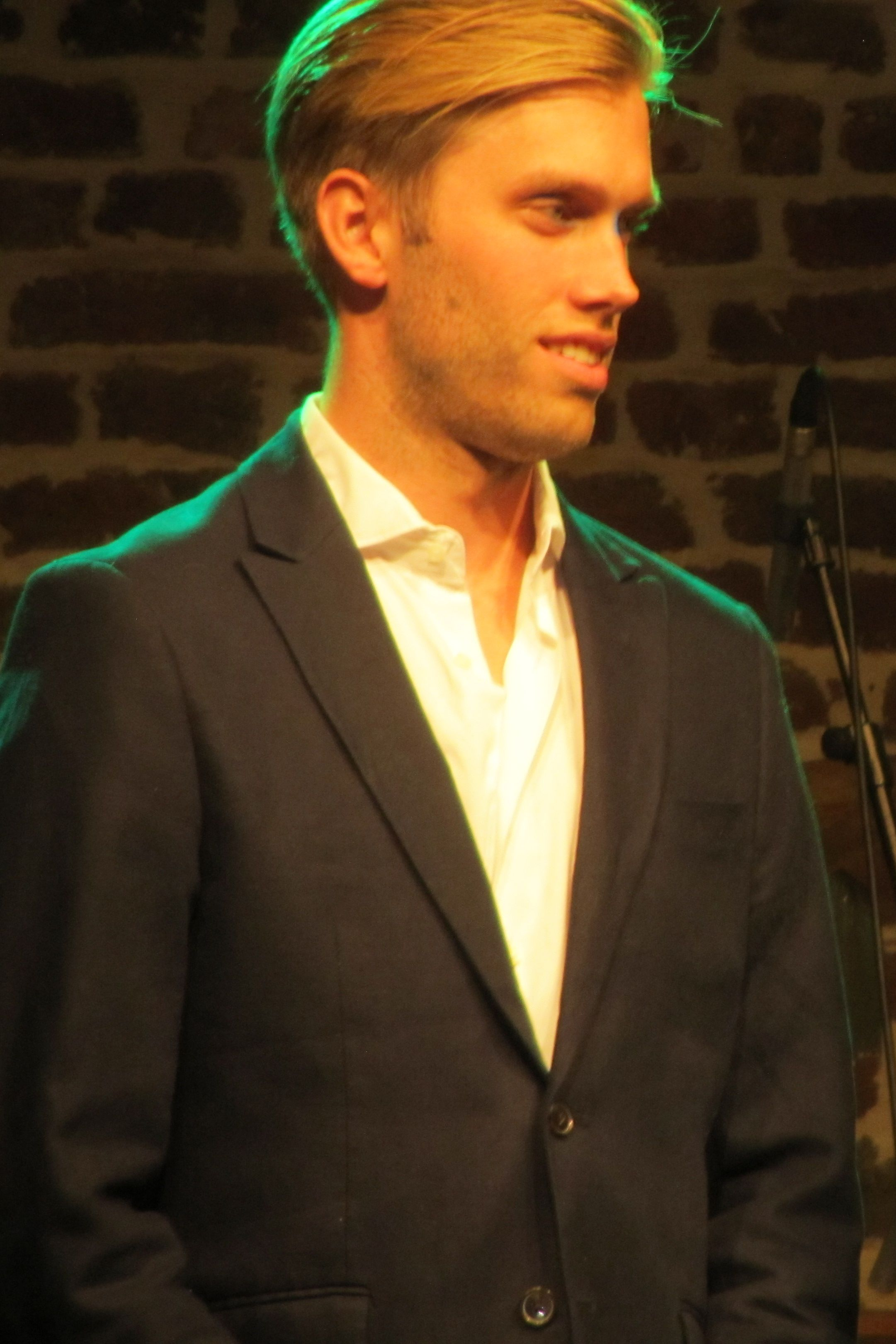
Anton Brams im Oktober 2015 in Düren

Anton Brams (* 1988 in Berlin als Anton Willert) ist ein deutscher Volleyballtrainer und Unternehmer.

## Karriere

### Als Spieler
Brams begann seine Karriere als Spieler im Alter von sieben Jahren beim Berliner TSC. Mit dem Verein gewann er mehrmals die deutsche Junioren-Meisterschaft und den Bundespokal. Außerdem nahm er 2006 an der Schul-Weltmeisterschaft teil. Später spielte Brams, der vom Außenangriff auf die Position des Liberos wechselte, ebenfalls in der Hauptstadt für den VC Olympia. Wegen eines Hüftschadens und Problemen mit der Bandscheibe musste er seine Karriere als Spieler allerdings früh beenden.

### Als Trainer und Scout
Nachdem Brams einen befreundeten Trainer vertreten hatte, wurde er bereits im Alter von 18 Jahren Trainer. Er führte den Berlin Brandenburger Sportclub innerhalb von zwei Jahren von der Bezirksliga bis in die Regionalliga. Als Co-Trainer betreute er die Berliner Landesauswahl. Die gleiche Aufgabe übernahm Brams 2009 für zwei Jahre beim VC Olympia und damit zugleich bei der deutschen Junioren-Nationalmannschaft. Dort sammelte er auch erste Erfahrungen in der Bundesliga. 2012 wechselte er zur University of Hawaiʻi. Dort betreute er als Graduate Assistant die Mannschaften der Männer und Frauen als Teammanager und war außerdem für die Videoanalyse zuständig.
Durch Empfehlungen, u. a. von Kevin Wong, kam Brams in Kontakt mit John Speraw. Als dieser 2013 Cheftrainer der US-amerikanischen Nationalmannschaft wurde, nahm er den jungen Deutschen in den Betreuerstab auf. Als technischer Koordinator unterstützt Brams das Team, das 2014 die Weltliga gewann. Bei der Nationalmannschaft erwarb er sich großes Ansehen. Der mehrfache Olympiasieger Charles Kiraly beschrieb ihn als einen „der weltbesten Scouts“ und „lebenswichtige[n] Bestandteil der  US-Teams“.
Im April 2015 stellte der deutsche Bundesligist SWD Powervolleys Düren Brams als neuen Trainer für die Saison 2015/16 vor. Der Verein war durch einen Bericht im Volleyball-Magazin auf den Berliner aufmerksam geworden; dort war im August 2014 ein umfangreiches Porträt erschienen. Brams übernahm seine erste Aufgabe als Cheftrainer und wurde der jüngste Trainer der Dürener Vereinsgeschichte. Seine Tätigkeit in den USA führte er parallel weiterhin aus. Mit den Dürenern erreichte er das Playoff-Viertelfinale; im CEV-Pokal kamen die SWD Powervolleys ebenfalls ins Viertelfinale. Zum Saisonende verließ Brams den Verein, um sich auf seine Software-Firma zu konzentrieren.

### Als Unternehmer
Während seines Studiums arbeitete Brams bereits als Unternehmensberater. Er legt großen Wert auf Statistiken und hat mehrere Analyse-Programme für Volleyball entwickelt. Dazu hat er das Unternehmen Oppia Performance gegründet. Außerdem arbeitet er als Referent beim Verband der amerikanischen Volleyball-Trainer (AVCA) und bei der deutschen A-Trainer-Ausbildung.

## Ausbildung und Familie
Brams war 2007 Abiturient am Coubertin-Gymnasium in Prenzlauer Berg. Anschließend schloss er mehrere Studien erfolgreich ab. An der Universität Potsdam studierte er Betriebswirtschaftslehre und Soziologie. Einen weiteren Bachelor-Abschluss erwarb er in den Fächern Psychologie und Philosophie an der Freien Universität Berlin. In Hawaii wurde er Master in Kommunikationswissenschaft. Brams nahm nach der Hochzeit den Nachnamen seiner aus Belgien stammenden Ehefrau an, mit der er einen Sohn hat.